# Avail
Gli Avail sono una band punk rock/hardcore punk statunitense, attiva principalmente dal 1992 al 2007.
Gli Avail suonano prevalentemente punk rock e melodic hardcore punk, con testi sentiti e numerosi cambi di melodia. Molti testi hanno come soggetto la vita a Richmond.

## Storia del gruppo
Originariamente provenienti dalla Virginia del Nord, il gruppo si formò nel 1987 sotto il nome di Sleestax e comprendeva JoeSef Banks, Doug Crosby, Brian Stewart e Mikey Warstler. L'unico membro superstite, il chitarrista Joe Banks, si riunì con il leader della formazione rivale dei LDK (Learning Disabled Kids) Tim Barry.
Nel 1990 si sono trasferiti a Richmond, e dopo alcuni cambi di formazione, hanno pubblicato nel 1992 il loro primo album Satiate. Fino al 2002 hanno pubblicato un totale di 6 album in studio.
La band non si è mai sciolta ufficialmente, ma non ha pubblicato alcun nuovo materiale dopo il 2002 e ha smesso di esibirsi dal vivo nel 2007.
Il 26 marzo 2019, la band ha annunciato una reunion al The National di Richmond, in programma per il 19 luglio dello stesso anno. Da allora hanno ripreso l'attività concertistica organizzando alcune tournée.

## Etichette
Gli Avail auto-produssero il loro primo LP, "Satiate" su Catheter-Assembly Records. Il lavoro fu successivamente ripubblicato dalla Lookout! Records, che produsse i loro successivi dischi, prima che il gruppo passasse alla Fat Wreck Chords, la quale pubblicò "One Wrench" e "Front Porch Stories".

## Membri
Attuali
- Tim Barry - Voce
- Joe Banks - Chitarra
- Justin "Gwomper" Burdick - Basso
- Erik Larson - Batteria
- Beau Beau Butler - Hype man

Ex membri
- Brien Stewart - Voce
- Chuck McCauley - Basso
- Robert Kelshian - Basso
- DJ Grimes - Basso
- Doug Crosby - Batteria
- Mikey Warstler - Basso
- Ed Trask- Batteria

## Discografia
Album in studio
- 1992 - Satiate
- 1994 - Dixie
- 1996 - 4am Friday
- 1998 - Over the James
- 2000 - One Wrench
- 2002 - Front Porch Stories

Live
- 1993 - Live at the Kings Head Inn
- 1998 - Live at the Bottom of the Hill in San Francisco
- 1999 - Live Presents...Avail

Split
- 1997 - The Fall of Richmond (con gli Young Pioners)